# Troon Tornadoes
Il Troon Tornadoes Basketball Club è una società di pallacanestro, fondata nel 1991 a Troon nell'Ayrshire Meridionale.

## Storia
La squadra originaria nacque dai componenti della formazione scolastica del Marr College attirando giocatori provenienti da tutta la regione.
Ha vinto 3 volte la Scottish Cup (2003, 2005, 2006), 2 volte il campionato nazionale (2002, 2006) e 3 volte la Chairmans Cup (1993, 1994, 1998).

## Statistiche
| Stagione        | Div. | Pos. | Partite | Vinte | Perse | Punti | Play Offs            | Scottish Cup     |
| --------------- | ---- | ---- | ------- | ----- | ----- | ----- | -------------------- | ---------------- |
| Troon Tornadoes |      |      |         |       |       |       |                      |                  |
| 1998–1999       | SNBL | 7º   | 27      | 10    | 17    | /     | No Play Off          | /                |
| 1999-2000       | SNBL | 6º   | 18      | 7     | 11    | /     | Quarti di finale     | /                |
| 2000–2001       | SNBL | 7º   | /       | /     | /     | /     | /                    | Finale           |
| 2001–2002       | SNBL | 1º   | 17      | 16    | 1     |       | No Play Off          | Semifinale       |
| 2002–2003       | SNBL | 2º   | 18      | 15    | 3     | /     | No Play Off          | Vincitore        |
| 2003–2004       | SNBL | 3º   | 18      | 12    | 6     | /     | No Play Off          | Semifinale       |
| 2004–2005       | SNBL | 2º   | /       | /     | /     | /     | No Play Off          | Vincitore        |
| 2005–2006       | SNBL | 1º   | /       | /     | /     | /     | No Play Off          | Vincitore        |
| 2006–2007       | SNBL | 5º   | 17      | 10    | 7     | /     | No Play Off          | Semifinale       |
| 2007–2008       | SNBL | 3º   | 16      | 12    | 4     | /     | No Play Off          | Finale           |
| 2008–2009       | SNBL | 4°   | 20      | 8     | 12    | /     | No Play Off          | Semifinale       |
| 2009–2010       | SNBL | 4°   | 20      | 10    | 10    | /     | No Play Off          | Semifinale       |
| 2010–2011       | SNBL | 6°   | 18      | 8     | 10    | 26    | Non Qualif.          | /                |
| 2011–2012       | SNBL | 4°   | 18      | 10    | 8     | /     | Quarti di finale     | Quarti di finale |
| 2012–2013       | SNBL | 4°   | 18      | 11    | 7     | 29    | Semifinali           | Quarti di finale |
| 2013–2014       | SNBL | 6°   | 18      | 8     | 10    | 26    | Quarti di finale     | Ottavi di finale |
| 2014–2015       | SNBL | 8°   | 22      | 7     | 15    | 29    | Quarti di finale     | Ottavi di finale |
| 2015–2016       | SNBL | 10°  | 18      | 2     | 16    | 20    | Retrocessa in Div. 2 | Secondo Turno    |